# Clément Jayet
Clément Jayet né le 26 février 1731 à Langres et mort le 17 février 1804 à Lyon est un sculpteur français.

## Biographie
Clement Jayet naît à Langres. Il travaille dans l’atelier de Jean-Baptiste Dupont (mort en 1754) à Paris avant de s'installer à Lyon. Entre 1780 et 1793, il y est professeur à l’École de dessin. Il a pour clientèle les élites de la ville pour lesquelles il effectue de nombreux portraits.
Avec Pierre Cogell, il dresse un inventaire en 1797 des œuvres mises en réserves par le Muséum et l’École de dessin, ce qui permet de sauver de nombreuses statues de Lyon lors des troubles de la Révolution.

## Œuvres
- Portrait de Jacques Jolyclerc, vers 1763-1764, buste en terre cuite, localisation inconnue[2].
- Uranie, 1768, statue sommitale en marbre de la muse de l’astronomie sur la colonne du Méridien, Lyon, place des Cordeliers, œuvre disparue.
- L'Abbé La Croix, 1786, buste, localisation inconnue[1].
- Donatien Nonnotte, 1786, buste, localisation inconnue[1].
- Antoine Berjon, peintre, 1788, buste en terre cuite, musée des Beaux-Arts de Lyon[1].
- Joseph Chalier, vers 1793-1794, buste en terre cuite, Amsterdam, Rijksmuseum[3].
- Portrait de Pierre de Monlong, attribution, buste en terre cuite, musée des Beaux-Arts de Lyon[1].
- Anges dans les églises de Nantua et de Pont-de-Vaux[4].

Œuvres de Clément Jayet
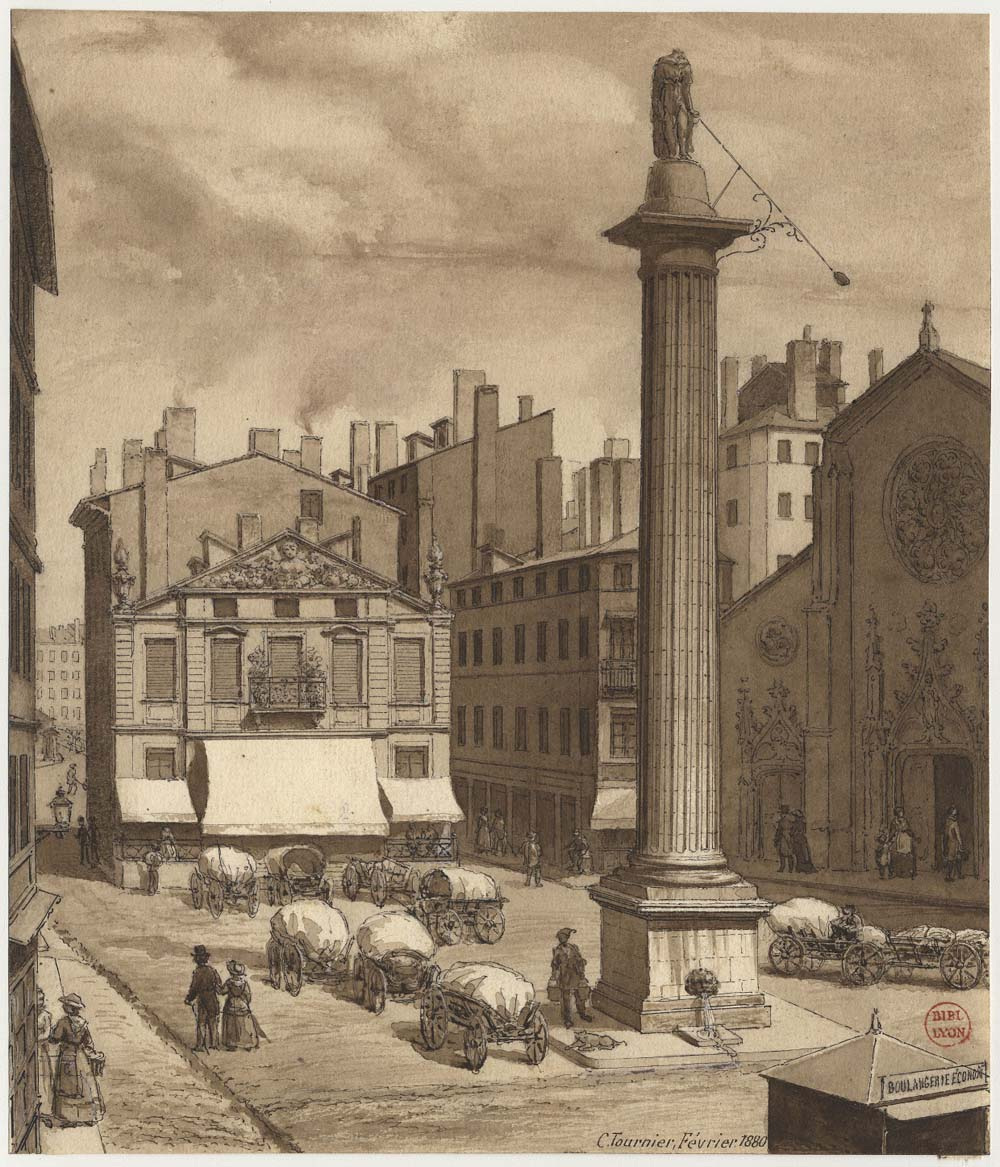
Uranie (1768), statue sommitale de la colonne du Méridien, Lyon, place des Cordeliers, gravure de C. Tournier, 1880.
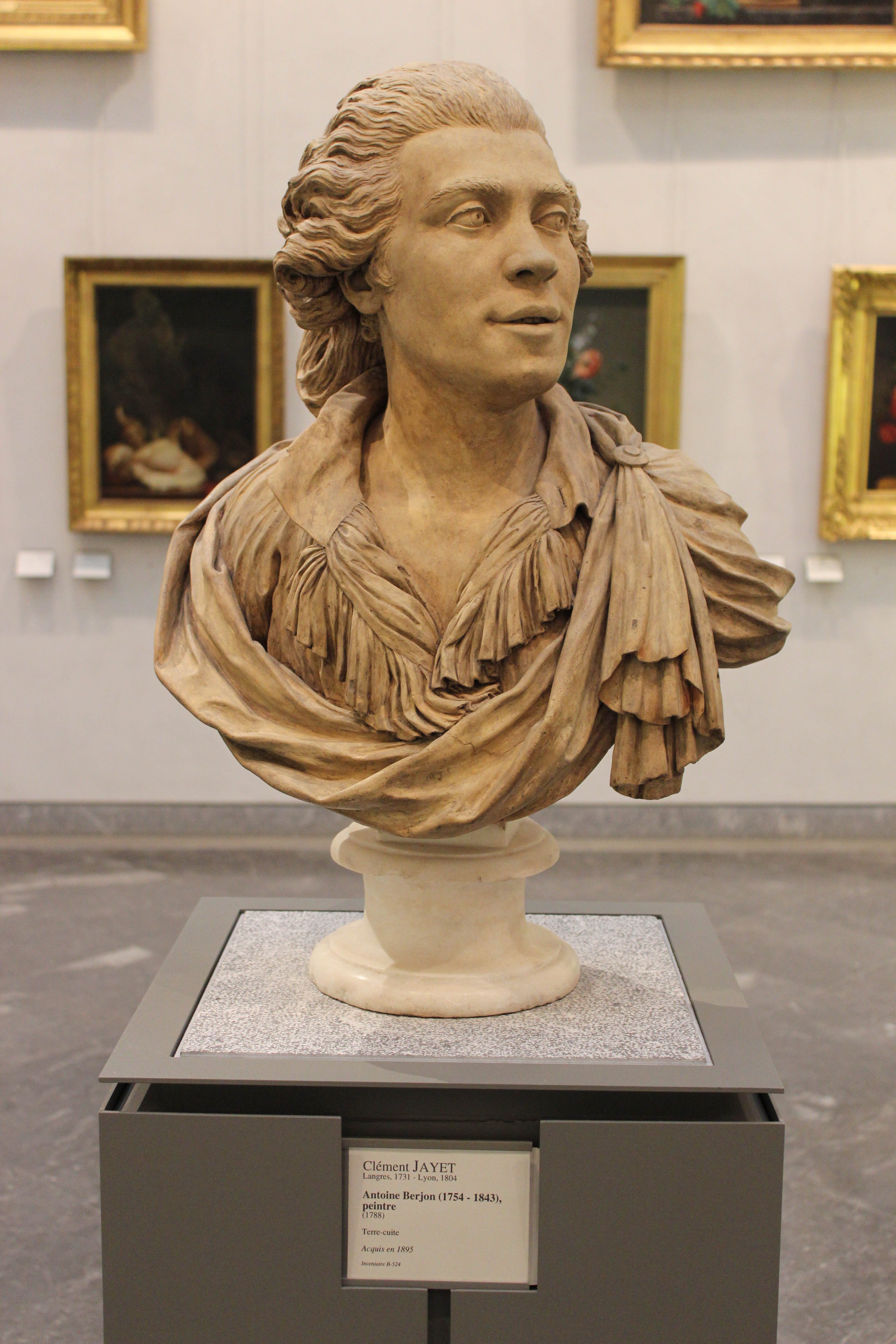
Antoine Berjon, peintre (1788), musée des Beaux-Arts de Lyon.
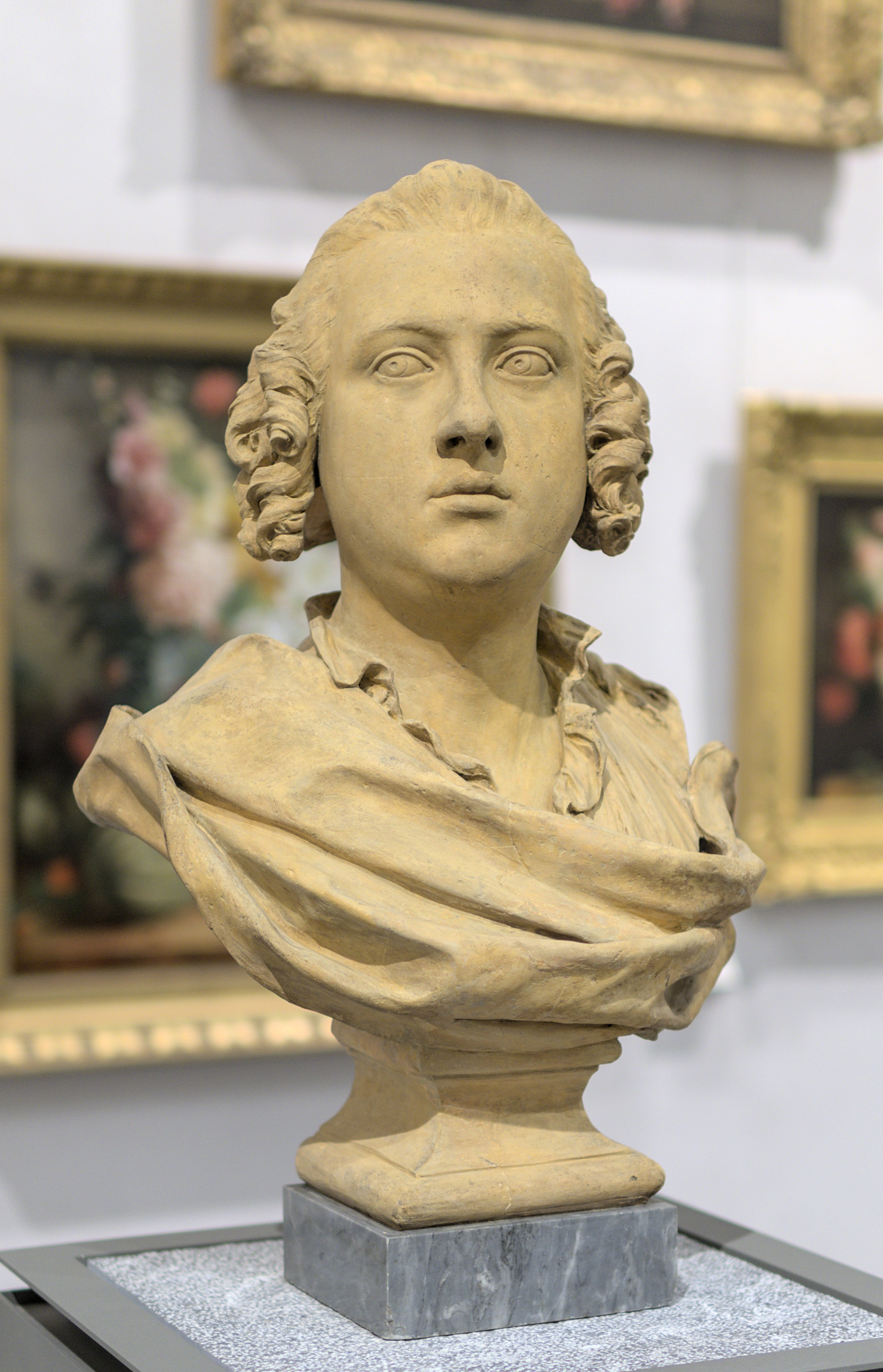
Pierre de Monlong (attribution), musée des Beaux-Arts de Lyon.